# Psittacara euops
Psittacara euops, antes Aratinga euops, é uma espécie de ave da família Psittacidae.
Pode ser encontrada nos seguintes países: Cuba e México.
Os seus habitats naturais são: florestas secas tropicais ou subtropicais, savanas áridas e terras aráveis.
Está ameaçada por perda de habitat.